# یوی اوگورا
یوی اوگورا (انگلیسی: Yui Ogura; زاده ۱۵ اوت ۱۹۹۵) خواننده و صداپیشه ژاپنی است.